# 李守恩
李 守恩（り しゅおん、生年不詳 - 1000年）は、北宋の軍人。本貫は雲州雲中県。

## 経歴
李漢超の子として生まれた。はじめ斉州牙職に任じられた。開宝2年（969年）、趙匡胤が北漢に対して親征すると、李守恩は父の下について従軍した。遼の援軍が北漢を助けて定州曲陽県の嘉山にいたると、李守恩は牙兵数千騎を率いて遼軍を撃破し、3000人を斬首し、首領27人を捕らえた。趙匡胤から褒賞を受け、将帥の才を賞賛された。太平興国2年（977年）、父が死去すると、驍猛軍校に抜擢された。隴州刺史・霊州知州に累進した。咸平3年（1000年）9月、転運使の陳緯とともに食糧を運んでいたところを李継遷の軍に襲撃され、子の李象之・李望之や弟の李守忠とともに戦没した。洪州観察使の位を追贈された。

## 子女
- 李象之（広文助教）
- 李望之（隴州衙内指揮使）
- 李祐之
- 李順之
- 李用之
- 李潤之
- 李慶之
- 李成之
- 李蔵之

## 伝記資料
- 『宋史』巻273 列伝第32